# 纳滕巴赫
纳滕巴赫是奥地利上奥地利州格里斯基兴县的一个市镇。总面积30.9平方公里，总人口2357人，人口密度76.3人/平方公里（2005年）。